# Правда (приток Лавы)
Правда (в Польше Млынувка; до 1945 нем. Kampupis) — река на территории России и Польши, протекает по Бартошицкому повяту Варминьско-Мазурскому воеводству и Правдинскому району Калининградской области соответственно.
Длина реки — 22 км, площадь её водосборного бассейна — 116 км². Впадает в Лаву по левому берегу в городе Правдинске в 49 км от её устья.

## География и гидрология
Река Правда берёт своё начало на территории Польши. В районе села Шурково Варминьско-Мазурского воеводства она пересекает польско-российскую границу. На территории России, на реке расположены населённые пункты: Знаменское, Климовка, Малиновка, Свободное, Пруды, Чистополье, Передовое, и город Правдинск.
Через реку Правду переброшены 8 железобетонных и один металлический мост.

## Данные водного реестра
По данным государственного водного реестра России относится к Балтийскому бассейновому округу, водохозяйственный участок реки — Преголя, подбассейн у реки отсутствует. Относится к речному бассейну реки Неман и рекам бассейна Балтийского моря (российская часть в Калининградской области).
По данным геоинформационной системы водохозяйственного районирования территории РФ, подготовленной Федеральным агентством водных ресурсов:
- Код водного объекта в государственном водном реестре — 01010000212104300010336
- Код по гидрологической изученности (ГИ) — 104301033
- Код бассейна — 01.01.00.002
- Номер тома по ГИ — 04
- Выпуск по ГИ — 3